# SMS Hannover
SMS Hannover byla druhou z pěti bitevních lodí (predreadnought) třídy Deutschland postavených pro německé císařské námořnictvo v letech 1904 až 1906. Pojmenována byla podle provincie Hannoversko. Hannover a tři další postavené lodě se nepatrně lišily od hlavní lodi SMS Deutschland pohonnými systémy a mírně silnějším pancéřováním. 

## Stavba
Kýl lodi byl položen v loděnici Kaiserliche Werft Wilhelmshaven ve Wilhelmshavenu v listopadu 1904, spuštěna na vodu byla v květnu 1905 a do služby u Širokomořského loďstva vstoupila v říjnu 1907.

## Konstrukce
Výzbroj tvořily baterie čtyř děl ráže 280 mm (11 palců) a dosahovala maximální rychlosti 18 uzlů (33 km/h; 21 mph).

## Služba
V době, kdy vstoupila do služby, byly lodě její třídy již zastaralé, protože co do velikosti, zbroje, palebné síly a rychlosti zaostávaly za novou britskou revoluční bitevní lodí HMS Dreadnought.
Hannover a její sesterské lodě zažily rozsáhlou službu. Loď se účastnila všech hlavních výcvikových manévrů až do vypuknutí první světové války v červenci 1914. Spolu se sesterskými loděmi byla bitevní loď Hannover okamžitě povolána jako strážní loď u ústí Labe, zatímco zbytek loďstva se mobilizoval. Loď se zúčastnila několika výpadů floty, které vyvrcholily bitvou u Jutska ve dnech 31. května - 1. června 1916. Během bitvy sloužil Hannover jako vlajková loď pro IV. divizi II. bitevní eskadry; během bitvy nebyla silně zapojena do boje ani poškozena nepřátelskou palbou. Po této bitvě byl Hannover, s třemi přeživšími sesterskými loděmi, vyřazen z aktivní služby u floty a přeřazen jako strážní loď. V této funkci sloužil po zbytek války, nejprve na Labi a od roku 1917 v dánských průlivech. Ze služby loď byla vyřazena krátce po skončení války v prosinci 1918.
Do aktivní služby se loď vrátila v rámci poválečného německého námořnictva Reichsmarine. Sloužila u floty deset let od roku 1921 do roku 1931, během nichž se zúčastnila několika velkých plaveb do Španělska a Středozemního moře. Znovu byl ze služby Hannover vyřazen v září 1931. Námořnictvo plánovalo přeměnit loď na rádiem řízenou cílovou loď, nicméně k tomu nikdy nedošlo a místo toho byla použita při výbušných zkouškách. V letech 1944 až 1946 byla nakonec v Bremerhavenu rozebrána do šrotu. Její zvon je zachován ve Vojenském historickém muzeu v Drážďanech.